# William M. Davis House
Das William M. Davis House ist ein historisches Wohnhaus in Cambridge im Bundesstaat Massachusetts der Vereinigten Staaten. Es wurde nach dem  Geologen und Geografen William Morris Davis benannt, der es von 1898 bis 1916 bewohnte. 1976 wurde es als National Historic Landmark in das National Register of Historic Places eingetragen, seit 1986 ist es zugleich Contributing Property zum Shady Hill Historic District.

## Historische Bedeutung
Das zweieinhalbstöckige Gebäude besitzt keine architektonischen Besonderheiten. Sowohl das Baujahr als auch der Architekt sind nicht bekannt, jedoch lässt die Verwendung von Schindeln als äußerliche Wandverkleidung auf den Queen-Anne-Stil schließen, der in der Region typisch für das ausgehende 19. Jahrhundert war.
William M. Davis wurde 1850 in Philadelphia geboren. Im Alter von 16 Jahren schrieb er sich an der Lawrence Scientific School (heute Harvard John A. Paulson School of Engineering and Applied Sciences) ein und schloss sein Studium der Ingenieurwissenschaften 1870 ab. 1876 begann er an der Harvard University ein Studium der Geologie bei Nathaniel Shaler, das ihn an verschiedene Orte der Welt führte. Nach seiner Rückkehr übernahm er unterschiedliche Lehrfunktionen in Harvard, darunter 1898 die Sturgis-Hooper-Professur für Geologie. Auch nach seiner Emeritierung 1912 setzte er bis zu seinem Tod 1934 seine wissenschaftlichen Arbeiten fort.
Davis’ Bedeutung für die Wissenschaft in Amerika beruht auf seinen in mehr als 500 Büchern und Veröffentlichungen festgehaltenen Beiträgen zur Geographie, Geologie und Meteorologie. Besonders hervorzuheben ist sein 1912 in Deutschland veröffentlichtes Buch „Die erklärende Beschreibung der Landformen“, das 40 Jahre seiner Forschungen zum Erscheinungsbild der Erde und dessen Entwicklung zusammenfasst. Seine Systematik wurde als „Amerikanische Schule der Geomorphologie“ bekannt. William M. Davis wurde für seine Arbeiten vielfach ausgezeichnet.